# 馬氏沙毛鼻鯰
馬氏沙毛鼻鯰，為輻鰭魚綱鯰形目毛鼻鯰科的其中一種，為熱帶淡水魚，分布於南美洲哥倫比亞波哥大河流域，體長可達30公分，棲息在底層水域，可做為食用魚。